# 1306년

## 연호
- 원(元) 대덕(大德) 10년
- 일본(日本) 가겐(嘉元) 4년 / 도쿠지(徳治) 원년
- 쩐 왕조(陳朝) 흥롱(興隆) 14년

## 기년
- 원(元) 성종(成宗) 12년
- 고려(高麗) 충렬왕(忠烈王) 복위 8년
- 쩐 왕조(陳朝) 영종(英宗) 14년

## 사건
- 원나라와 차가타이 칸국에 의해 오고타이 칸국이 멸망하다.

## 사망
- 동국18현 -순흥안씨 안향 성리학을 고려에 소개한 고려의 유학자.